# Lý trí
Lý trí là khả năng của ý thức để hiểu các sự việc, sử dụng logic, kiểm định và khám phá những sự kiện; thay đổi và kiểm định hành động, kinh nghiệm và niềm tin dựa trên những thông tin mới hay có sẵn. Lý trí thường được sử dụng trong các hoạt động trí tuệ của con người như triết học, khoa học, ngôn ngữ, toán học và nghệ thuật và được cho là quan năng tinh vi nhất của con người. Khái niệm lý trí đôi khi được gọi là Quan năng lý trí (rationality) hay Lý trí suy luận (discursive reason), đối lập với Bản năng lý trí (intuitive reason).
Lý trí cũng có thể gắn với suy nghĩ, nhận thức, phán đoán. Lý trí, như là một quan năng, là cách mà từ một phán đoán dẫn đến một phán đoán khác có liên quan. Ví dụ, suy nghĩ về nguyên nhân, kết quả; lời nói thật hay nói dối; hay những gì là tốt hay xấu. Vì vậy giúp ta được tự quyết định và tự do.
Đối lập với “Lý trí” như một khái niệm trừu tượng (abstract noun), Lý trí được cho là khả năng giải thích hay đánh giá các sự kiện, hiện tượng bí ẩn, hành vi. Logic học nghiên cứu cách con người sử dụng Lý trí thông qua việc tranh luận.
Các nhà tâm lý học đã nỗ lực nghiên cứu và giải thích con người “lý luận như thế nào”, gồm cả quá trình nhận thức và tư duy; và cách mà các nền văn hóa ảnh hưởng lên cách suy luận của con người. Lĩnh vực suy luận tự động (automated reasoning) nghiên cứu làm như thế nào lý luận có thể và không thể tạo ra một môi trường giả định một cách máy móc. Tâm lý học động vật nghiên cứu liệu động vật có thể lý luận như con người được không.

## Lịch sử ngôn ngữ và từ ngữ liên quan
Trong ngôn ngữ Anh và các ngôn ngữ châu Âu hiện đại khác, “reason”, và các từ liên quan, dịch cho thuật ngữ La tin và Hy Lạp cổ trong cách sử dụng triết học
Thuật ngữ gốc Hy Lạp của Lý trí là "λόγος" Logos, trong tiếng Anh hiện đại là Logic, nó cũng có nghĩa là “speech”(diễn thuyết) hay “explanation”(giải thích) hay “lý do”(account)
Thuật ngữ triết học Logos được dịch với tính chất phi ngôn ngữ học trong tiếng latin là “ratio”. Thuật ngữ này không chỉ sử dụng trong triết học mà còn có nghĩa trong cách dịch cho logos là theo cách hiểu là tài khoản tiền bạc
Thuật ngữ Pháp “raison” được chuyển trực tiếp từ Latin “ratio”, tương đương với nó là từ “reason”
Những nhà triết học của các thế kỉ trước, với các tác phẩm xuất bản bằng tiếng Anh như Francis Bacon, Thomas Hobbes, và John Locke cũng thường xuyên viết bằng chữ Pháp và chữ Latin, so sánh thuật ngữ của họ với tiếng Hy Lạp, họ cho rằng từ “Logos”, “ratio”, “raison”,  và “reason” là những từ cùng nghĩa có thể chuyển đổi cho nhau được. Nghĩa của từ “reason” có thể được hiểu là “human reason” cũng giao với một khái niệm lớn hơn là “quan năng Lý trí” (“rationality”) và tính từ của “reason” trong cách sử dụng thông thường của triết học là “rational”, hơn là “reasoned” hay “reasonable”. Một vài triết gia ví dụ như Thomas Hobbes cũng dung từ ratiocination là đồng nghĩa với từ “reasoning”

## Lịch sử triết học

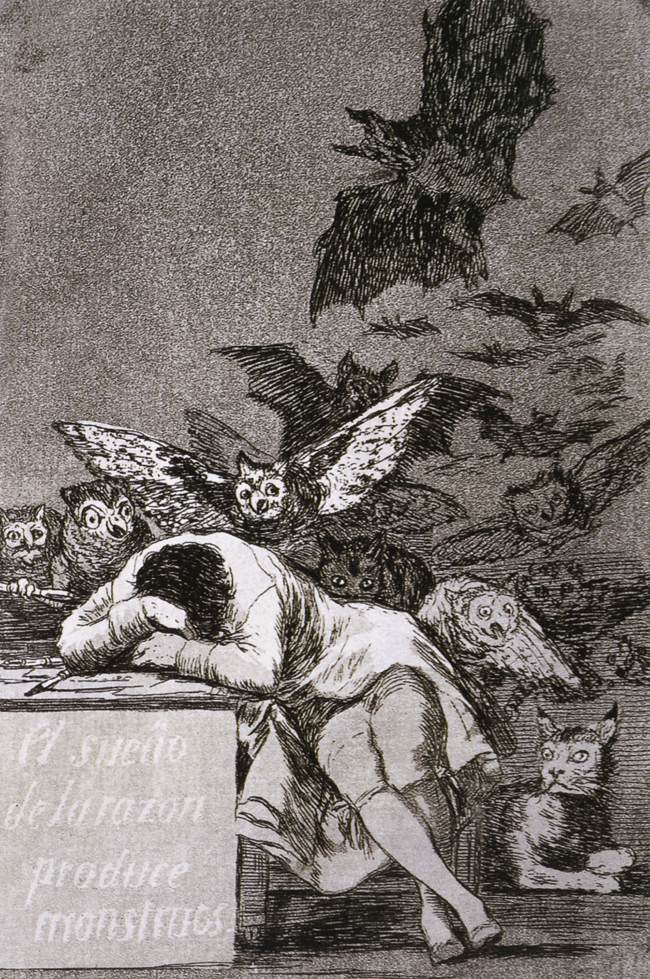
Francisco de Goya, The Sleep of Reason Produces Monsters (El sueño de la razón produce monstruos), c. 1797

Một quan điểm cái mà cho rằng Lý trí tạo cho con người một vị trí quan trọng trong tự nhiên đã được tranh luận như những giải thích thiết yếu trong triêt học phương Tây và sau này là khoa học hiện đại phương Tây, bắt đầu với Hy Lạp cổ đại. Triết học có thể được mô tả như cách sống dựa trên lý trí, và các mục đích còn lại của Lý trí đã trở thành chủ đề triết học từ thời cổ đại. Lý trí thường được gọi là 1 phản ứng(phản xạ), hay “ self – correcting”, và các bài đánh giá về Lý trí là 1 chủ đề nhiều tranh cãi kéo dài trong triết học. Nó đã được giải thích theo nhiều cách khác nhau, tại nhiều thời điểm khác nhau, bởi nhiều triết gia khác nhau

### Triết học cổ điển
Với nhiều triết gia cổ điển, tự nhiên được hiểu một cách có mục đích, nghĩa là mọi sự vật đều có một mục đích cuối cùng(không thay đổi), mục đích này phù hợp với 1 sự sắp đặt tự nhiên, sự sắp đặt này được hiểu bởi bản thân nó là có những mục đích. Có lẽ bắt đầu bởi Pythagoras và Heraclitus, vũ trụ cũng được nói là có một nguyên nhân(Lý trí) nhất định. Lý trí, trong cách hiểu này, không chỉ là tính cách(quan năng) mà nhân loại có, và tính cách ảnh hưởng đến hạnh phúc của các tính cách(quan năng) khác. Lý trí được cho là giá trị cao hơn so với các tính cách(quan năng) tự nhiên khác của con người, như 1 khả năng xã hội, nó được sử dụng cùng lúc với các quan năng tự nhiên khác, kết nối 1phần bất tử trong tâm hồn con người với sự sắp đặt vũ trụ của Chúa trời. Trong tâm hồn con người(psyche), Lý trí được Platon miêu tả như 1 vị vua người nên điều khiển  tất cả các phần còn lại, như là spiritedness(thumos) và cảm xúc. Aristotle, học trò của Platon, định nghĩa con người như là 1 động vật có lý trí, nhấn mạnh lý trí như 1 quan năng tự nhiên của con người. Aristotle đinh nghĩa rằng sự hạnh phúc lớn nhất của con người hay cuộc sống tốt đẹp (eudaimonia) - cuộc sống có sự ổn định, xuất sắc và toàn vẹn nhất  là 1 cuộc sống tuân theo Lý trí
Kết luận được rút ra tử cuộc thảo luận của Aristotle và Platon về vấn đề Lý trí là 1 cuộc thảo luận trung tâm trong suốt lịch sử triết học. Nhưng học thuyết tính có mục đích(teleogical) có ảnh hưởng lớn đến những người nỗ lực giải thích Lý trí theo cách dung hòa với thuyết chỉ có 1 Chúa trời(monotheism) và quan niệm về sự bất tử và quan niệm linh hồn người có nguồn gốc theo Chúa trời. Ví dụ, theo như giải thích của Plotinus về thuyết neo-Platonist, vũ trụ có 1 linh hồn, như là nguồn gốc của mọi nguyên nhân, và linh hồn của mọi cá nhân con người là 1 phần của linh hồn lớn này. Lý trí theo quan điểm của Plotinus là người chỉ dẫn cách thức hoạt động trong thế giới vật chất và là ánh sang mang những tâm hồn riêng lẻ trở về ranh giới với nguồn gốc của mình. Văn bản của neo-Platonist về phần Lý trí trong tâm hồn con người là tiêu chuẩn xung quanh nhà triết học Hồi giáo thời trung Cổ(medieval), và dưới ảnh hưởng này, trường phái Averroes, đã có sự tranh luận quyết liệt tại châu Âu cho đến tận thời kì Phục Hưng(renaissance), và nó vẫn duy trì tầm quan trọng trong triết học Iraian.

### Trung tâm chủ đề Lý trí trong triết học tiền hiện đại
Triết học thời kì tiền hiện đại được đánh dấu bằng nhiều thay đổi quan trọng trong các hiểu về Lý trí, bắt đầu tại châu Âu. Một trong những thay đổi quan trọng nhất bao gồm sự thay đổi trong cách hiểu con người trong tự nhiên(metaphysic). Khoa học và các nhà triết học bắt đầu đặt câu hỏi về mục đích của thế giới(teleogical). Tự nhiên không còn được cho rằng là 1cái gì đó như loài người, có những mục đích và lý do của nó, và con người tự nhiên(Human nature) không còn được cho rằng hoạt động dựa vào Luật của tự nhiên cái mà tác động lên những vật vô tri vô giác(inanimate). Sự hiểu biết này cuối cùng đã thay thế những quan điểm trước đây cái mà đến từ sự hiểu biết linh hồn trong vũ trụ

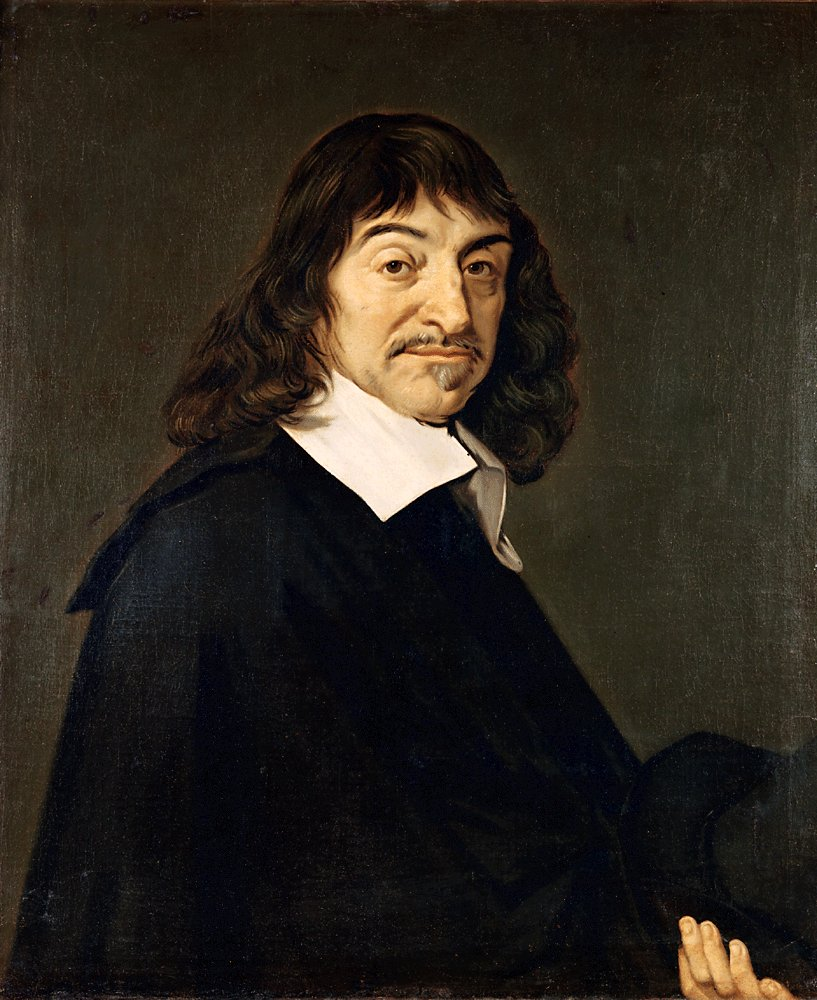
René Descartes

Từ hiểu biết đó, trong thế kỉ 17, René Descartes đã loại bỏ hoàn toàn quan điểm truyền thống cho rằng con người là “một động vật có lý trí”, thay vào đó ông cho rằng con người không là gì khác hơn là “những vật biết suy nghĩ” nằm trong chuỗi những vật khác trong tự nhiên. Vì vậy, bất cứ tri thức nào nằm ngoài quan điểm này, đều dẫn đến sự nghi ngờ.
Trong nghiên cứu của ông về nền tảng của tất cả những kiến thức có thể hiểu được, Descartes đã dứt khoát nghi ngờ tất cả kiến thức – ngoại trừ bản thân quá trình suy nghĩ:
Tại thời điểm này, tôi thừa nhận không có một cái gì là đúng một cách tất yếu. Vì vậy, thật rõ rang, tôi không là gì ngoại trừ 1 vật có suy nghĩ; nó là 1 tâm hồn, hay 1 khả năng suy nghĩ, hay sự hiểu biết, hay Lý trí – Tất cả ý nghĩa những từ này, tôi hoàn toàn không biết trước đây
Điều này cuối cùng được biết như Lý luận của tri thức(epistemological) hay "subject-centred", vì nó dựa trên chủ thể hiểu biết(knowing subject), người nhận ra phần còn lại của thế giới và chính bản thân nó như 1 loạt các đối tượng được nghiên cứu, và trở thành hiểu biết hơn bởi việc thu thập các kiến thức được tích lũy dần dần thông qua việc nghiên cứu này. Khác với cách suy nghĩ truyền thống và những nhà triết học sau ông, Descartes không chia tách linh hồn thuần túy thành nhiều phần, như là Lý trí và trí tuệ(intellect), mô tả nó như 1 thực thể đơn lẻ không thể chia tách
Nhà triết học cùng thời với Descates, Thomas Hobbes mô tả Lý trí như 1 phiên bản rộng hơn của sự “ thêm và bớt” cái mà không bị giới hạn bởi số lượng. Cách hiểu này về Lý trí đôi khi được đặt tên là Lý trí “tính toán”. Tương tự như Descartes, Hobbes tuyên bố chắc chắn rằng, Không có bất kì bài diễn văn nào có thể kết luận là 1 kiến thức từ thực tế, quá khứ hay tương lai ngoại trừ “cảm giác và ký ức” là 1 kiến thức chính xác
Cuối thế kỉ 17, đầu thế kỉ 18, John Lock và David Hume phát triển tư tưởng của Descartes xa hơn. Hume đưa nó đến một thuyết hoài nghi, đưa ra 1 giải thích rằng “Không có khả năng của một mối quan hệ logic về nguyên nhân và kết quả, vì vậy không có kiến thức dựa trên Lý trí thuần túy của nó
Hume đã có phát biểu nổi tiếng rằng, “Chúng ta đã nói không chính xác và không có tính triết học khi chúng ta nói cuộc chiến của Lý trí và tình cảm. Lý trí là, và chỉ có thể là nô lệ của tình cảm, không bao giờ có thể làm một vai trò gì khác ngoài việc thực hiện và tuân theo tình cảm”. Hume cũng đưa ra 1 định nghĩa về Lý trí rất khác biệt bằng cách tranh luận, khác với những người trước ông, rằng Lý trí con người không khác biệt về mặt chất lượng với việc hình thành ý kiến cá nhân đơn giản, hay từ việc đánh giá 2 ý kiến có liên quan, và rằng “ Lý trí không là gì ngoại trừ là một bản năng kì lạ và khó hiểu trong tâm hồn chúng ta, dẫn chúng ta đi từ tư tưởng này đến tư tưởng khác, và tự gán cho nó một bản chất đặc biệt, tùy theo những mối quan hệ và tình thế cụ thể". Một kết luận rút ra từ khẳng định này là động vật có lý trí, chỉ là ít phức tạp hơn lý trí của con người.
Vào thế kỉ thứ 18, Immanuel Kant cố chứng minh Hume sai bằng cách mô tả một cái “siêu việt”, hay “một cái tôi”, là 1 điều kiện cần thiết của tất cả kinh nghiệm. Vì vậy, theo quan điểm của Kant, dựa trên căn bản cái “tôi” này, có 1 sự tồn tại để lý luận về sự tồn tại và giới hạn của tri thức con người. Và bao lâu con người còn tôn trọng những giới hạn này, khi đó Lý trí còn có thể là phương tiện của Đạo đức, Công lý và sự hiểu biết.

### Vấn đề và hình thức của lý trí
Trong những công trình của Kant, người đã viết những bài có ảnh hưởng lớn về chủ đề này, lợi ích lớn nhất của Lý trí là nó có thể được dùng để phát hiện ra những quy luật được tạo ra bởi Vũ trụ. Vì vậy, Kant có thể nghiên cứu sâu về vấn đề cơ bản của đạo đức, lý luận và Lý luận về cái đẹp, dựa trên Luật của Vũ trụ
Ở đây, Lý trí thực tiễn (Lý trí hành động) là sự tự tác động công phu từ phía vũ trụ, và Lý trí lý luận là cách mà con người thừa nhận Luật tự nhiên của vũ trụ
Dưới sự chỉ huy của Lý trí thực tiễn, đạo đức của chính cá nhân và sự tự do của cá nhân đó phụ thuộc vào cách cư xử tùy thuộc vào Luật được gửi cho họ bởi chính sức mạnh của Lý trí thực tiễn đó. Điều này trái ngược với các quy tắc đạo đức trược đây, cái mả phụ thuộc vào sự hiểu biết và cách giải thích tôn giáo, hay “Tự nhiên” dựa vào bản chất của nó
Theo Kant, trong 1 xã hội tự do mỗi cá nhân buộc phải hoàn thành mục đích của cuộc đời họ bất kể cách nào họ thấy nó phù hợp, miễn là hành động của họ tuân theo quy tắc đạo đức được tạo ra bởi Lý trí. Kant đã nghiên cứu sâu về quy tắc đạo đức này, gọi nó là “Quy tắc tuyệt đối”("categorical imperative"), cái mà đánh giá sự đúng đắn 1 hành động chỉ nếu như nó có thể được chấp nhận trong toàn thể loài người(universialized):
Hành động chỉ dựa trên những câu châm ngôn đó nhờ nó bạn có thể, tại cùng 1 thời điểm, trao lại cho thế hệ sau để nó trở thành Quy luật của Vũ trụ
Đối lập với Hume, Kant khẳng định rằng bản thân của Lý trí (Tiếng Đức là  Vernunft) có những mục đích tự nhiên của bản thân nó, là giải pháp của những vấn đề vật lý, đặc biệt là sự khám phá ra các yếu tố cơ bản của đạo đức. Kant tuyên bố rằng vấn đề này có thể được giải quyết bằng “Lý trí siêu việt” là thứ Lý trí rất khác với Lý trí trí bình thường, nó không chỉ là 1 công cụ, nó có thể được sử dụng một cách không tốt lắm, như Lý trí của Aristotle, nhưng nó là một cái lý luận khoa học đúng trong vị thế của nó và là nền tảng cho những ngành khoa học khác.
Theo Jürgen Habermas, “sự thống nhất về tầm quan trọng” ("substantive unity") của Lý trí đã được thống nhất, điều này có nghĩa là nó không còn trả lời câu hỏi “Tôi nên sống như thế nào?”, thay vào đó, Lý trí buộc phải có 1 hình thức chính xác, hay “mang tính chất quy trình” (“procedural”). Vì vậy, Jürgen Habermas mô tả Lý trí như 1 nhóm 3 lĩnh vực độc lập (Dựa trên mô hình 3 bài đánh giá của Kant):
Lý trí như 1 công cụ của sự hiểu biết (Cognitive-instrumental reason): Đây là loại Lý trí được sử dụng bởi khoa học. Nó được dùng để xem xét những sự kiện, dự đoán và điều khiển ngoại cảnh, và để phát hiện và cải thiện thế giới dựa vào những giả thuyết tạo ra bởi nó;
Lý trí như đạo đức thực tiễn (Moral-practical reason): Đây là loại lý trí được dung để suy xét và thảo luận những vấn đề thuộc lĩnh vực đạo đức và chính trị dựa vào quy trình chung(Tương tự như “Quy tắc tuyệt đối” của Kant); và
Lý trí của cái đẹp (Aesthetic reason): Đây là loại Lý trí được tìm thấy trong nghệ thuật và văn chương, và bao quát toàn bộ phương pháp tiểu thuyết trong việc quan sát thế giới và giải thích những phương pháp được sử dụng
Theo Habermas, 3 lĩnh vực này là khu vực của chuyên gia, vì vậy cần được giải quyết với “thế giới sống” (lifeworld) bởi các nhà triết học. Trong việc vẽ nên bức tranh này của Lý trí, Habermas hy vọng mô tả những vấn đề của Lý trí, và vấn đề này trong xã hội tiền hiện đại đã có thể trả lời những câu hỏi về 1 cuộc sống tốt đẹp, có thể được tạo ra bởi một mô hình Lý trí

### Nhận định về Lý trí
Hamann, Herder, Kant, Hegel, Kierkegaard, Nietzsche, Heidegger, Foucault, Rorty, và nhiều nhà triết học khác đã thực hiện nhiều cuộc tranh luận về định nghĩa của Lý trí, hay có thể là định nghĩa của Lý trí. Một vài nhà triết học như Kierkegaard, Nietzsche, và Rorty tỏ ra nghi ngờ về chủ đề trung tâm(subject-centred), vũ trụ hay công cụ lý trí(instrument reason), và thậm chí nghi ngờ Lý trí như 1 tổng thể. Những nhà triết học khác như Hegel, tin rằng nó đã làm rối tầm quan trọng của tính liên chủ xã hội(intersubjectivity), hay “linh hồn” trong đời sống nhân loại, và ông nỗ lực để tái cấu trúc lại mô hình của Lý trí
Một số nhà triết học khác, như là Foucault, tin rằng có rất nhiều “loại hình” Lý trí, bị bỏ quên nhưng rất cần thiết cho cuộc sống hiện đại và sự hiểu biết của chúng ta về ý nghĩa của việc sống 1 cuộc sống dựa vào Lý trí
Trong rất nhiều thập kỉ đã qua, rất nhiều thảo cuộc thảo luận đã được làm để định hướng lại (re-orient) nhận định này của Lý trí, hay để nhận ra những “giọng nói khác” hay “ những phòng mới” của Lý trí:
Ví dụ, trong sự đối lập với Lý trí trung tâm (subject-centred reason), Habermas đã đưa ra 1 mô hình Lý trí giao tiếp (communicative  reason) cái mà thấy nó như 1 hoạt động hợp tác, dựa trên sự liên chủ xã hội ngôn ngữ(linguistic intersubjective)
Nikolas Kompridis đã đề ra một góc nhìn rộng lớn về Lý trí như là “sự tập hợp những hoạt động xây dựng dự mở rộng hay tiếp tục mở rộng” trong vấn đề nhân loại, và 1 sự tập trung vào khả năng của Lý trí cho sự thay đổi của xã hội
Nhà triết học Charles Taylor, người chịu ảnh hưởng của nhà triết học Đức thế kỉ 20 Martin Heidegger, đã cho rằng Lý trí có thể bao gồm khả năng khám phá(disclosure), cái mà được kết nối với cách mà chúng ta hiểu mọi việc trong thế giới hằng ngày, như 1 “phòng” của Lý trí.
Trong tiểu luận “ Khai sáng là gì”, Michel Foucault đưa ra 1 khái niệm đánh giá dựa trên sự phân biệt cách sử dụng “cá nhân”(private) và “công cộng”(public). Sự phân biệt này, như được đề cập, có 2 phần:
Lý trí cá nhân(Private reason) là Lý trí được dùng khi 1 cá nhân là “1 răng trong cỗ máy” hay khi 1 người “có 1 vai trò để thực hiện trong xã hội hay trong công việc”: để là 1 người lính, để đóng thuế, để đóng tiền cho nhà thờ, để là 1 công chức
Lý trí công cộng(Public reason) là Lý trí được dùng “khi 1 người đang lý luận như một cái gì đó hợp lý(Và không như rang trong 1 cỗ máy), khi 1 người đang lý luận như 1 thành viên của 1 cộng đồng hợp lý.” Trong những trường hợp này, “Việc sử dụng Lý trí buộc phải tự do và công khai”.

## Lý trí so sánh với các khái niệm liên quan

### Lý trí với Logic
Thuận ngữ “Logic” hay “Logical” đôi khi được dung như 1 khái niệm  tương tự như khái niệm Lý trí (Reason) hay “rational”, hay đôi khi thuật ngữ “Logic” được xem như cách giải thích rõ rang nhất về Lý trí. Ví dụ trong kinh tế hiện đại, một lựa chọn Lý trí(rational choice) cũng được cho là 1 lựa chọn dựa trên logic (Logically consistent choice)
Tuy nhiên, Lý trí và Logic cũng được cho là khác biệt, mặc dù Logic là 1 khía cạnh quan trọng của Lý trí.Tác giả Douglas Hofstadter, trong “Gödel, Escher, Bach”, cũng mô tả sự khác biệt theo cách này. Logic được thực hiện trong 1 hệ thống còn Lý trí được thực hiện bên ngoài hệ thống bởi những phương pháp như các bước nhảy(skipping steps), thực hiện giật lùi(working backward), vẽ biểu đồ(drawing diagrams), nghĩ ra những ví dụ(looking at examples), dự đoán những gì diễn ra nếu bạn thay đổi các quy tắc trong hệ thống
Lý trí là 1 dạng suy nghĩ, trong khi đó từ “logic” là chỉ sự nỗ lực để mô tả những quy tắc hay tiêu chuẩn cái mà Lý trí hoạt động dựa trên nó, để mà Lý trí một cách có nguyên tắc(order reason) có thể được dạy. Những văn bản cổ xưa nhất được biết một cách rõ rang nhất về sự hoạt động của Lý trí dựa trên các quy tắc là các văn bản của triết gia Hy Lạp Aristotle, đặc biệt là 2 tác phẩm  Prior Analysis và Posterior Analysis. Mặc dù người Hy Lạp cổ không có khái niệm phân chia giữa Logic, ngôn ngữ và Lý trí, Aristotle đã đặt ra 1 khái niệm mới "syllogism" (syllogismos), lần đầu tiên xác định logic như là 1 lĩnh vực riêng biệt cần nghiên cứu. Khi mà Aristotle gọi “the logical”(hē logikē), thì ông đang ám chỉ một cái gì đó rông hơn là suy nghĩ Lý trí

### Lý trí với suy nghĩ nguyên nhân – kết quả và suy nghĩ biểu tượng
Như được chỉ ra bởi các triết gia như Hobbes, Locke và Hume, một vài loài động vật cũng hoàn toàn có thể là 1 thể loại “Suy nghĩ liên tưởng”("associative thinking"), thậm chí là suy nghĩ nguyên nhân và kết quả. Một con chó mỗi lần bị đá, có thể học những dấu hiệu cảnh báo và tránh được việc bị đá trong tương lai, nhưng điều này không  có nghĩa là con chó có Lý trí trong bất kì khả năng hiểu chính xác về từ ngữ. Nó cũng không có nghĩa là con người người mà đang hành động theo thói quen và kinh nghiệm đang sử dụng Lý trí của họ
Lý trí con người yêu cầu nhiều hơn khả năng liên kết 2 tư tưởng, thậm chí nếu 2 tư tưởng đó có thể được mô tả bởi một con người có Lý trí như là nguyên nhân và kết quả, ví dụ như là việc nghĩ đến khói khi có những ký ức về lửa. Trong việc sử dụng Lý trí, mối liên hệ giữa lửa và khói sẽ buộc được nghĩ theo một cách cái mà có thể được giải thích, ví dụ như là nguyên nhân và kết quả. Trong sự giải thích của Lock, Ví dụ, Lý trí là sự sử dụng một tư tưởng thứ 3 để thực hiện so sánh này bằng cách suy luận(syllogism)
Một cách phổ biến hơn, Lý trí được hiểu trong sự hiểu biết là khả năng tạo và sử dụng hệ thống các ký hiệu cũng như là những chữ số, theo Charles Sanders Peirce, các ký hiệu đại diện cho 1 khái niệm, theo 1 thói quen, là sự kết nối đến lửa hoặc khói. Một ví dụ của hệ thống ký hiệu nhân tạo này là ngôn ngữ.
Sự kết nối giữa suy nghĩ Lý trí và các ký hiệu đã được nhấn mạnh theo nhiều cách khác nhau bởi các triết gia khác nhau. Thomas Hobbes mô tả sự sáng tạo "Markes, or Notes of remembrance" (Leviathan Ch.4) như một ngôn ngữ nói. Thomas Hobbes sử dụng từ “speech” như 1 từ tiếng Anh của từ Logos trong tiếng Hy Lạp để mà nói mà không cần có sự trao đổi thông tin. Khi mà có sự trao đổi thông tin, ngôn ngữ nói này(speech) trở thành ngôn ngữ thông thường, và những ký hiệu hay biểu tượng hay những vật gợi nhớ(remembrance) được Hobbes gọi là "Signes". Quay trở lại thời kì trước, mặc dù Aristotle là người có ý tưởng cái mà cho rằng chỉ có con người mới có Lý trí(Logos), ông cũng cho rằng nhiều loài động vật có trí tưởng tượng, có sự nhận thức thông qua các giác quan, sẽ có một cái gần như là Lý trí(Logos) và trí thông minh(nous), và thậm chí dùng từ “logos” trong tầm quan trọng để mô tả bản chất cái mà những động vật này có thể nhận thức trong trường hợp này

### Lý trí, sự tưởng tượng, sự bắt chước, và ký ức
Lý trí và trí tưởng tượng cần 1 quá trình hoạt động tâm trí tương tự. Tưởng tượng không chỉ được tìm thấy ở loài người. Ví dụ như, Aristotle tuyên bố rằng phantasia (Trí tưởng tượng: cái mà có thể giữ các hình ảnh hay phantasmata) và phronein(một loại suy nghĩ có thể nhận xét và hiểu biết trong một vài các giác quan) cũng tồn tại trong một vài loài động vật. Theo ông, Cả hai loại trên có liên hệ với khả năng hiểu biết của các loài động vật, cái mà tập trung tất cả thông tin từ các giác quan khác nhau và giải thích sự sắp đặt của các vật được nhận biết mà không có sự phân biệt phổ biến (distinguishing universals), và không có sự cân nhắc hay logos. Nhưng đây vẫn chưa  phải là Lý trí (reason), vì trí tưởng tượng của con người là rất khác.
Những tác phẩm gần đây của  Terrence Deacon và Merlin Donald, viết về nguồn gốc của ngôn ngữ, xem xét mối liên hệ của Lý trí với ngôn ngữ và sự bắt chước (mimesis). Đặc biệt hơn họ mô tả khả năng tạo ra ngôn ngữ như 1 phần của mô hình nội tại thực tế cụ thể của con người(an internal modeling of reality specific to humankind). Các phần còn lại là ý thức và trí tưởng tượng hay sức mạnh tâm linh (fantasy). Ngược lại, những người ủng hộ hiện đại cho khuynh hướng di truyền ngôn ngữ bao gồm Noam Chomsky và Steven Pinker, là những người đối lập với Donald và Deacon.
Khi mà Lý trí là một dạng suy nghĩ mang tính biểu tượng, đặc biệt đối với con người, vì vậy có thể suy luận rằng con người có 1 khả năng đặc biệt để duy trì 1 nhận thức rõ ràng về các biểu tượng(icon) khác nhau hay những hình ảnh và những sự thật cái mà họ đại diện
Bắt đầu với tác giả hiện đại, Merlin Donald viết:
Một con chó có thể nhận thức được “ý nghĩa thực” (“meaning”) của 1 trận chiến giả như thật của con người, nhưng nó không thể mô tả lại thông tin đó hay không phân biệt được sự diễn tả từ 1 trận chiến thực. Những con vượn được huấn luyện có thể phân biệt điều này. Vì vậy, những đứa trẻ có thể phân biệt điều này từ rất sớm, họ có thể phân biệt một cách dễ dàng giữa 1 sự kiện được đóng giả và 1 sự kiện thật của nó.
Trong những mô tả cổ xưa, mô tả tương đương về năng lực trí nảo này là eikasia, trong triết học của Plato. Đây là khả năng để nhận thức liệu 1 tư tưởng có là 1 hình ảnh phản chiếu của một cái khác, có 1 sự giống nhau nhất định nhưng không giống hoàn toàn và vì vậy cho phép con người nhận thức được 1 giấc mơ, 1 ký ức hay 1 hình ảnh phản chiếu trong gương không phải là thật như nó là. Những gì mà Klein đề cập đến dianoetic eikasia là eikasia bao gồm những suy nghĩ và những hình ảnh phản chiếu trong trí não như là những biểu tượng trí não đó, ký hiệu, signes, và tất cả những ký hiệu này được xem như định nghĩa của Lý trí. Giải thích Lý trí từ hướng này: Suy nghĩ của con người là một cách đặc biệt cái mà chúng ta thường hiểu những vật có thể nhìn thấy được như họ là những hình ảnh phản chiếu của “đối tượng trong suy nghĩ”  chúng ta có thể nhận thức được như là “nền tảng” (“foundation”) (hypothēses trong Hy Lạp cổ đại). Suy nghĩ này(dianoia) là “…1 hoạt động cái mà bao gồm việc tạo ra khu rừng rộng lớn và lan tỏa của thế giới có thể nhìn thấy được(visible world) và hoạt động này phụ thuốc vào số lượng lớn chính xác những noēta.”
Cả Merlin Donaldvà các học giả của trường phái Socractic như Platon và Aristotle nhấn mạnh tầm quan trọng của sự bắt chước(mimesis), thường được dịch ra tiếng Anh là “imitation” hay “representation”, Donald viết:
Sự bắt chước đặc biệt được tìm thấy trong loài khỉ và vượn [… nhưng…] “Mimesis” có sự khác biệt quan trọng với “imitation” và “mimicry” ở chỗ nó có sự sáng tạo của việc mô tả một cách có ý thức. […] “Mimesis” không hoàn toàn được kết nối với giao tiếp bên ngoài.
“Mimēsis” là 1 khái niệm, hiện tại đang được phổ biến trong các cuộc tranh luận học thuật, đây cũng là khái niệm đạc biệt phổ biến trong các nghiên cứu của Platon, Aristotle, nó được thảo luận chủ yếu trong Poetics.Trong văn bản của Michael Davis về lý luận con người trong vấn đề này. Nó là 1 phẩm chất đặc biệt trong các hành động của con người, đó là bất cứ khi nào chúng ta chọn những việc chúng ta làm, Chúng ta tự tưởng tượng 1 hành động như là chúng ta đang kiểm tra nó từ bên ngoài. Sự dự đoán(intention) không là gì khác ngoài 1 hành động được tưởng tượng, phản ánh vào tâm trí(internalizings) cái ngoại cảnh. Vì vậy, tất cả hành động là sự bắt chước(imitation) của hành động, nó là “poetic”… .
Donald như Plato(và Aristotle, đặc biệt trong “On Memory and Recollection”), nhấn mạnh sự đặc biệt của con người trong việc tự khởi đầu của suy xét thông qua hoạt động của trí não(mental). Một thuật ngữ Hy Lạp cổ anamnesis, thông thường được dịch là “sự nhớ lại”(“recollection”) là khác với “mneme” hay “ký ức” (“memory”). Ký ức (Memory), có ớ một số loài động vật, là khả năng ý thức(consciousness) không chỉ là những gì diễn ra trong quá khứ mà còn là một cái gì diễn ra trong quá khứ, nói cách khác, nó là một loại “eikasia”, “… nhưng không có loài nào ngoại trừ con người có khả năng “nhớ lại” (“recollect”). “Sự nhớ lại” (“Recollection”) là 1 nỗ lực có chủ ý để tìm kiếm và gợi lại những điều đã từng biết. Klein viết “ Để nhận ra việc có một việc gì chúng ta đã quên  nghĩa là bắt đầu “Sự nhớ lại” (“recollecting”). Donald gọi hiện tượng tương tự là “autocueing”, cái mà Donald giải thích như sau: “ Cái hành động bắt chước(Mimetic acts) là hành động tái tạo trên những cái cơ bản của nội tâm (internal), tín hiệu tự tạo(self-generated cues). Điều này cho phép nhớ lại một cách tự giác sự mô tả bắt chước, không cần sự giúp đỡ từ những tín hiệu bên ngoài – đây có thể là thể loại mô tả suy nghĩ xuất hiện sớm nhất của con người.”
Trong 1 bài báo nổi tiếng thời hiện đại, một nhà viết truyện tưởng tượng và cũng là nhà ngôn ngữ học J.R.R. Tolkien viết trong tiểu luận của ông ấy "On Fairy Stories" rằng thuật ngữ “tưởng tượng” (“ fantasy”) và “phép thuật” (“ enchantment”) được xem như không chỉ là “… sự thỏa mãn ham muốn sâu thẳm trong con người nguyên thủy…”  mà còn là “…nguồn gốc của ngôn ngữ và nhận thức.”

### Phương pháp lý luận Logic và sự biện luận
Xem xét các nhóm trong sự phân chia triết học truyền thống thì có 2 nhóm là suy luận diễn dịch (deductive reasoning) và suy luận quy nạp (inductive reasoning). Logic quy củ (Formal Logic) đã được mô tả như Khoa học về sự suy luận. Việc nghiên cứu suy luận quy nạp được thực hiện trong lĩnh vực được gọi là Logic thông thường (informal Logic) hay suy nghĩ phê phán (critical thinking)

#### Suy luận diễn dịch (Deductive reasoning)
Một cái phân khu nhỏ của Triết học là Logic học. Logic học nghiên cứu về cách hoạt động của Lý trí. Diễn dịch là một cách hoạt động của Lý trí mà tại đó kết luận theo sau một cách hợp lý từ những nhận định được nêu ban đầu.Diễn dịch cũng là 1 kết luận đạt được bởi 1 quá trình diễn dịch hợp lý. Một ví dụ cơ bản của suy luận diễn dịch là:
Tiền đề 1: Tất cả mọi người đều phải chết
Tiền đề 2: Socrate là người
Kết luận: Socrate phải chết
Tính hợp lý trong cách suy luận trên là đúng, vì không thể có sự Tiền đề 1 và 2 đúng, khi kết luận là sai

#### Suy luận quy nạp (Inductive reasoning)
Quy nạp là 1 hình thức sự rút ra kết luận về đối tượng có thể quan sát được, có thể là đặc biệt hay thông thường, dựa trên sự quan sát trước đó. Nó được sử dụng để kết luận bản chất hay mối quan hệ của các sự vật dựa trên những quan sát trước đó hay kinh nghiệm, hay để xây dựng nên những kết luận mang tính phổ quát hay những định luật (laws) dựa trên những số lần quan sát nhất định các hoạt động của những hiện tượng bí ẩn(phenomenal) lặp đi lặp lại nhiều lần.
Suy luận quy nạp đối lập(Inductive reasoning) hoàn toàn với suy luận diễn dịch(Deductive reasoning) ở chỗ Tính chính xác của tiền đề(premise) không đảm bảo tính chính xác của kết luận (conclusion). Thay vào đó, kết luận của 1 suy luận quy nạp được rút ra bởi mức độ xảy ra (degree of probability) của hiện tượng. Và từ đó, 1 kết luận trong suy luận quy nạp sẽ chứa nhiều thông tin so với tiền đề của nó. Vì vậy, phương pháp suy luận quy nạp là 1 phương pháp tăng dần (ampliative).
Một ví dụ xưa của suy luận quy nạp đến từ nhà triết học theo phái duy nghiệm (Empiricism) David Hume:
Tiền đề (Premise): Mặt trời luôn mọc từ Phương Đông từ trước tới giờ
Kết luận (Conclusion): Mặt trời cũng sẽ mọc từ phương Đông vào ngày mai

#### Suy luận hồi nghiệm
Suy luận hồi nghiệm (abductive reasoning), hay sự suy luận với sự giải thích hợp lý nhất, là 1 hình thức của suy luận quy nạp, vì kết luận của nó không được rút ra một cách chắc chắn từ các tiền đề và không thề sử dụng đối với những vật không nhìn thấy được. Cái mà phân biệt giữa suy luận hồi nghiệm (abductive reasoning) với các loại suy luận khác là nỗ lực để ủng hộ một cách chủ quan 1 kết luận so với các kết luận khác, bởi nỗ lực cố làm sai một cách chủ quan các kết luận khác hay bởi việc mô tả khả năng có thể xảy ra của kết luận được ủng hộ, gửi nhiều hơn hay ít hơn những giả định (assumption) gây tranh cãi. Ví dụ, khi 1 bệnh nhân thể hiện 1 triệu chứng rõ ràng nào đó, có thể có rất nhiều nguyên nhân được đặt ra, nhưng một trong những nguyên nhân này được chỉ ra vì 1 ý thích chủ quan bỏ qua những nguyên nhân khác thậm chí các nguyên nhân này có khả năng xảy ra cao hơn.

#### Suy luận loại suy (Analogical reasoning)
Suy luận loại suy(Analogical reasoning) là 1 suy luận sai từ 1 sự vật cá biệt này đến 1 sự vật cá biệt khác. Chúng ta xét ví dụ sau:
Tiền đề 1: Socrate là 1 người và phải chết
Tiền đề 2: Platon là 1 người
Kết luận:  Platon phải chết
Suy luận loại suy (Analogical reasoning) có thể xem là 1 hình thức của suy luận quy nạp (inductive reasoning) nếu xét trong 1 trường hợp duy nhất, nhưng nếu định sử dụng nó trong suy luận quy nạp thì nó là 1 trường hợp chưa thể chấp nhận được, vì suy luận quy nạp (inductive reasoning) thường dùng rất nhiều trường hợp để suy luận từ cái cá biệt (particular) đến cái chung (general). Suy luận loại suy (Analogical) thường dẫn đến một cái kết luận sai. Ví dụ:
Tiền đề 1: Socrate là một con người và là đàn ông
Tiền đề 2: Beyoncé là 1con người
Kết luận: Beyoncé là đàn ông

#### Suy luận ngụy biện(Fallacious reasoning)
Suy luận sai lầm (Flawed reasoning) trong việc lý luận được biết như là suy luận ngụy biện (Fallacious reasoning). Một cái suy luận sai trong việc lý luận có thể là vì nó mắc phải một sai lầm chuẩn (formal fallacy) hay sai lầm thông thường(informal fallacy)
Một sai lầm chuẩn bị mắc phải khi có 1 vấn đề với hình thức(form), cấu trúc (structure) của việc lý luận. Từ “chuẩn”(“formal”) là chỉ cái “hình thức” (“form”) của việc lý luận. Một lập luận(argument) chứa 1 sai lầm chuẩn (formal fallacy) sẽ thường là vô giá trị(invalid).
Một sai lầm thông thường (informal fallacy) là 1 lỗi bị mắc phải khi có 1 vấn đề với nội dung (content) hơn là với cấu trúc(structure) của một lập luận

## Những vấn đề truyền thống nêu ra liên quan tới Lý trí
Triết học đôi khi được miêu tả như là 1 cuộc sống Lý trí, sử dụng Lý trí của người bình thường nhưng hoạt động để đạt mục đích một cách nhất quán (consistent) hơn và cũng nỗ lực nhiều hơn. Hai loại vấn đề của Lý trí đã được thảo luận trong một thời gian dài bởi các nhà triết học, chính là xem xét Lý trí về mặt bản thân nó như 1 mục đích của con người hay là tính chất triết học của nó về mặt triết học. Câu hỏi đầu tiên đang được quan tâm là liệu chúng ta có thể tự tin rằng Lý trí có thể đạt tới sự hiểu biết về Chân lý (Truth) hay không tốt hơn những cách khác không. Một câu hỏi khác là liệu một cuộc sống của Lý trí, một cuộc sống mà mục tiêu của mỗi người được dẫn dắt bởi Lý trí, có thể được hy vọng đạt được 1 cuộc sống hạnh phúc hơn rất nhiều so với các cách sống khác không(Liệu 1 cuộc sống Lý trí có tạo ra sự hiểu biết hay không).

### Lý trí và Chân lý, và “nguyên tắc đầu tiên”(“first principle”)
Từ thời cổ đại, 1 câu hỏi đã được đặt ra và vẫn còn được tranh luận liên tiếp đến ngày nay trong các cuộc tranh luận triết học (Cái mà đôi khi  được xem như cuộc tranh luận giữa 2 trường phái triết học là Platon (Platonism) và Aritotle (Aristotelianism) về vai trò của Lý trí trong việc truy tìm Chân lý (Truth). Con người sử dụng phương pháp lý luận, diễn dịch và quy nạp, để đưa ra một cái kết luận mà họ nghĩ là đúng. Kết luận được rút ra theo cách này được cho là chính xác hơn so với sự nhận thức bằng các giác quan (sense perceptions). Trái lại, Nếu những kết luận mang tính logic này chỉ được xây dựng khởi đầu từ nhận thức cảm tính (sense perceptions), thì hầu hết những kết luận mang tính logic này có thể không bao giờ được nói là chính xác vì nó được xây dựng dựa trên những nhận thức sai lầm giống nhau cái mà họ có được tốt hơn.
Điều này dẫn đến câu hỏi về các loại của “nguyên tắc đầu tiên” (“first principle”), điểm bắt đầu của việc lập luận, là đúng cho 1 người đang cố gắng tìm đến 1 kết luận đúng. Ở Hy Lạp, “nguyên tắc đầu tiên” (“first Principal”) là “archai”, hay “Điểm bắt đầu” (“starting point”), và năng lực dùng để nhận thức họ đôi khi được Platon và Aristotle gọi là “nous”  cái mà có nghĩa gần giống với sự nhận thức (awareness) hay ý thức (consciousness).
Trường phái duy nghiệm (Empiricism) (Đôi khi được gắn cho Aristotle nhưng nó sẽ đúng hơn nếu gắn nó với các triêt gia Anh như là John Lock và David Hume, cũng như triết gia cổ đại tài ba như là Democritus) khẳng định rằng các ấn tượng thông qua giác quan là điểm bắt đầu duy nhất được chấp nhận cho việc lý luận và trong nỗ lực để tìm đến Chân lý (Truth). Cách tiếp cận này thường dẫn đến 1 kết luận gây tranh cãi đó là tri thức tuyệt đối (absolute knowledge) là không thể đạt được. Trường phái duy tâm (Idealism) (Thường được gắn cho Platon và học phái của ông), tuyên bố rằng có một cái thực tế (reality) cao hơn, ở đó một con người cụ thể có thể trực tiếp đạt được chân lý mà không cần phụ thuộc vào các giác quan trên, và vì vậy, thực tế cao hơn này là 1 nguồn gốc cơ bản của Chân lý (Truth).
Các triết gia như Plato, Aristotle, Al-Farabi, Avicenna, Averroes, Maimonides, Aquinas và Hegel đôi khi được nói là đã có những tranh luận cho rằng lý trí buộc phải cố định và có thể hiểu được – có thể là bằng phương pháp biện chứng, phân tích hay nghiên cứu. Trong góc nhìn của các triêt gia này, Lý trí là sự kết nối vớiChúa trời hay ít nhất là 1 phần của sự kết nối với Chúa trời. Cách tiếp cận này cho phép các triêt gia tôn giáo như  Thomas Aquinas và  Étienne Gilson cố gắng cho thấy rằng Lý trí và thông điệp của Chúa trời (revelation) là 1 sự hỗ trợ lẫn nhau (compatible). Theo Hegel, “… Suy nghĩ duy nhất mà Triết học mang theo với nó để suy nghĩ về Lịch sử, là khái niệm đơn giản về Lý trí, cái Lý trí đó là vua (Sovereign) của thế giới. Vì vậy, lịch sử của thế giới chỉ ra cho chúng ta 1 quy trình mang tính chất Lý trí”.
Trong thế kỉ 17, thế kỉ của Lý trí, Lý trí luôn được cho là một năng lực chủ quan (subjective faculty), đúng hơn là 1 khả năng lý luận mang tính lý thuyết (pure reason-unaided ability) để xác lập một cái khái niệm (concept). Đối với Descartes, Spinoza và Leibniz, khả năng này có sự kết nối với toán học. Kant thì nỗ lực cho thấy rằng khả năng lý luận này (pure reason) có thể xác lập những khái niệm (thời gian và không gian) cái mà tồn tại thông qua trải nghiệm của con người. Kant thực hiện 1 tranh luận đối chọi với Hume người mà phủ định hoàn toàn việc Lý trí có thể tác động lên kinh nghiệm

### Lý trí và tình cảm hay cảm xúc
Sau Platon và Aristotle, Văn học phương Tây (western literature) xem Lý trí như là 1 khả năng để kìm hãm cảm xúc và lòng ham muốn. Triết học khắc kỉ (Stoic philosophy), trái ngược lại, xem tất cả cảm xúc (passion) là xấu. Sau những đánh giá về Lý trí trong thời kì đầu kỉ nguyên Khai sáng, những ham muốn (appetites) rất ít khi được đem ra thảo luận hay gộp chung với cảm xúc. Một vài trường phái thời đại khai sáng đồng tình với trường phái Khắc kỉ (Stoic) cho rằng Lý trí nên là một cái gì đó đối lập với cảm xúc hơn là một cái gì điều khiển nó, trong khi các trường phái khác như Romantics xem cảm xúc như một kẻ điều hành vượt lên Lý trí hay hướng tới một sự loại bỏ Lý trí, vì vậy đối thoại hiện đại (Modern colloquy) là “Tuân theo trái tim bạn”
Lý trí đã được xem như là một nô lệ, hay một người phán xét của cảm xúc (passion), rõ rang nhất là trong các tác phẩm của David Hume, và gần đây hơn là của Freud. Lý luận cái mà cho rằng đối tượng của 1 ham muốn được yêu cầu chỉ bởi Logic được gọi là “rationalization”.
Rousseau lần đầu tiên đề cập, trong tác phẩm Discourse, rằng một cuộc sống của Lý trí và mang tính xã hội (political) là không tự nhiên và có thể gây nguy hiểm cho bản tính (mankind) của con người. Rousseau đưa ra những gì thật sự có thể được nói về những gì là bản tính(mankind) của con người. Những gì khác hơn là Lý trí và xã hội dân sự, “Những gì là phù hợp nhất với cách tổ chức xã hội của ông ấy?”, Rousseau thấy rằng “Có 2 điều căn bản trước Lý trí” trong bản tính tự nhiên của con người. Đầu tiên, chúng ta có 1 sự yếu thích rất lớn đối với hạnh phúc của chính chúng ta(well-being). Thứ 2 chúng ta ghét bỏ sự đau đớn và cái chết của mọi sinh vật sống(sentient being), đặc biệt là đồng loại của chúng ta. Hai dạng cảm xúc mãnh liệt này dẫn dắt chúng ta đến những ham muốn vượt quá khả năng thực hiện của chúng ta. Chúng ta trở nên lệ thuộc vào nhau, dựa trên mối quan hệ của quyền lực và sự kỉ luật(obedience). Điều này đã đẩy con người hoàn toàn sống trong tình trạng nô lệ. Rousseau nói rằng ông hoàn toàn thách thức quan điểm cho rằng tự nhiên không dẫn con người đến với một cuộc sống tốt đẹp. Theo Velkley, Rousseau vạch ra 1 quá trình chặt chẽ của sự tự hoàn thiện mang tính chất Lý trí, nổi bật nhất là các tác phẩm về mặt lập pháp như Khế ước xã hội(Contrat Social) hay giáo dục đạo đức trong tác phẩm Émile. Tất cả đều giống nhau, Rousseau hiểu sự tự hoàn thiện này chỉ là sự cải thiện của 1 hoàn cảnh hoàn toàn không thể chấp nhận được, 1 xã hội bị lệnh lạc về nhận thức và lối sống trong cộng đồng.
Cái xã hội xấu xa này được Rousseau chỉ ra, nó đưa tới việc tạo nên 1 Lý trí phán xét mới của Kant một cách tự do để tạo ra cái tốt và cái xấu. Vì vậy, những điều tốt hay xấu này không được đổ cho tự nhiên hay cho Chúa trời. Trong những cách khác nhau, những nhà triết học Đức sau Kant, và cả những nhà triết học lớn như Nietzsche, Bergson, Husserl, Scheler, và Heidegger, vẫn tiếp tục chú tâm suy nghĩ về những vấn đề của siêu hình học(metaphysic) hay là những nhu cầu của Lý trí. Tầm ảnh hưởng của Rosseau và những nhà triết học này cũng tác động rất lớn đến nghệ thuật và chính trị. Nhiều nhà triết học(như là Nikos Kazantzakis) ca tụng cảm xúc và hạ thấp Lý trí. Trong chủ nghĩa dân tộc(nationalism) đến từ lập luận của Rosseau cho rằng các nhà lý luận thế giới(cosmopolitanism) mang con người cách xa chưa từng có từ trước tới nay với bản tính tự nhiên của nhân loại
Một góc nhìn khác về Lý trí và cảm xúc được đề cập trong cuốn sách xuất bản năm 1994 có nhan đề “Những sai lầm của Descartes” của Antonio Damasio. Trong cuốn sách đó, Damasio đưa ra “giả thuyết Somatic Marker” cái mà tuyên bố rằng cảm xúc điều khiển cách ứng xử và việc đưa ra các quyết định. Damasio tranh luận rằng những cái “somatic markers” này cái mà được hiểu một cách phổ biến như là những cảm xúc tự nhiên (“gut feeling”) là những “tín hiệu trực giác” (“intuitive signals”). Những tín hiệu này điều khiển quá trình đưa ra quyết định theo một cách đặc biệt, những cách này không được đưa ra nếu chỉ có sự góp mặt của Lý trí. Damasio đã tranh luận xa hơn khi cho rằng Lý trí phụ thuộc vào những cảm xúc ban đầu (emotional input) để thực hiện chức năng của mình

### Lý trí và Đức tin hay tục lệ truyền thống
Có rất nhiều tục lệ truyền thống mang tính tôn giáo, một vài trong số đó có tinh thần chống đối hoàn toàn với Lý trí (fideist) và một số khác thừa nhận Lý trí ở các mức độ khác nhau. Những nhà phê bình vô thần đôi khi tuyên bố rằng những người sùng đạo những người mà không tin tưởng Lý trí là 1 người sai lầm. Vì vậy, họ cho rằng những người sùng đạo này phạm trong việc bỏ qua, đàn áp hay là ngăn cấm một vài hoạt động Lý trí liên quan đến các chủ đề như là những tín điều tôn giáo, những giới luật đạo đức,…). Mặc dù các hệ tư tưởng và tôn giáo như là phái 1 Chúa cổ điển (classical monotheism) không tuyên bố một cách thông thường là không tin tưởng Lý trí, một mặt, luôn có 1 sự xung đột mang tính nhận thức hay tình trạng căng thẳng giữa Đức tin và tục lệ truyền thống, và mặt khác là Lý trí như như là 1 nguồn sức chiến đấu tiềm ẩn của trí tuệ, luật pháp và chân lý.
Những tín đồ tôn giáo (Religious adherents) đôi khi đáp trả bằng cách tranh luận rằng Đức tin(faith) và Lý trí có thể được thỏa hiệp hay là nó có những khu vực xem xét không trùng nhau, hay các nhà phê bình cố gắng hòa hợp trong sự chống đối Lý trí:
Sự hòa giải (Reconciliation): Triết gia Alvin Plantinga tranh luận rằng không có 1 mâu thuẫn quá lớn giữa Lý trí thuyết hữu thần cổ điển(classical theism) vì thuyết hữu thần cổ điển (classical theism) giải thích(trong số các việc khác) tại sao vũ trụ có thể được hiểu và tại sao Lý trí có thể giúp chúng ta hiểu nó một cách thành công
Quyền lực riêng (Non-overlapping magisterial): nhà sinh vật học tiến hóa Stephen Jay Gould tranh luận rằng không cần có sự mâu thuẫn giửa Lý trí và niềm tin tôn giáo vì họ có những trách nhiệm khác nhau trong khu vực xem xét của họ (hay còn được gọi là “magisterium”). Ví dụ, có lẽ một mình Lý trí là không đủ để giải thích những câu hỏi lớn như là nguồn gốc của Vũ trụ, nguồn gốc của sự sống, nguồn gốc của ý thức, những điều căn bản của đạo đức, định mệnh của nhân loại. Nếu vậy, Lý trí có thể làm việc trên những vấn đề mà nó có năng lực để giải quyết trong khi đó các nguồn kiến thức hay tư tưởng khác có thể có năng lực để giải quyết những câu hỏi lớn.
Tu quoque: Những nhà triết học như Alasdair MacIntyre và Charles Taylor tranh luận rằng những nhà phê bình của tôn giáo truyền thống những người mà ủng hộ sự tự do vô thần (secular liberalism) đôi khi phải chịu trách nhiệm cho việc bỏ qua, đàn áp, và ngăn cấm những suy nghĩ mang tính chất Lý trí trong một số chủ đề. Tương tự, Những triết gia của Khoa học như Paul Feyaraband tranh luận rằng các nhà khoa học đôi khi cũng bỏ qua hay che giấu những chứng cứ đối lập với khuôn mẫu lý thuyết có sẵn (paradigm).
Một vài nhà phê bình đã tuyên bố rằng nền văn minh phương Tây (Western civilization) có thể được định nghĩa một cách chắc chắn bởi các bài kiểm tra nghiêm túc về đỉnh điểm của tình trạng mâu thuẫn giữa Lý trí nguyên chất ("unaided" reason) và đức tin trong những chân lý được “mặc khải” (“ revealed”) – đại diện là cuộc đối đầu giữa Athens tượng trưng cho Lý trí và Jerusalem tượng trưng cho đức tin. Leo Strauss nói về “1 phương Tây lớn hơn” bao gồm tất cả những khu vực chịu ảnh hưởng của sự xung đột giữa chủ nghĩa duy lý(rationalism) Hy Lạp và sự mặc khải của Abraham, điều này có nghĩa là bao gồm cả những đất nước Hồi giáo. Leo Strauss chịu ảnh hưởng đặc biệt từ triết gia Hồi giáo vĩ đại Al-Farabi. Để xem xét tầm quan trọng của Triết học phương Đông có thể đã tham gia trong cuộc chiến quan trọng này, Strauss nghĩ rằng tốt nhất ông nên xem xét liệu khái niệm “dharma” hay “tao” có đồng nghĩa với “Nature”(theo cách mà chúng ta giải nghĩa khái niệm “physis” theo người Hy Lạp). Theo Strauss, sự bắt đầu của Triết học bao gồm “sự khám phá hay sự sáng tạo của thiên nhiên” và “sự tương đương mang tính chất tiền triết học  của thiên nhiên” thông qua các khái niệm như “custom” hay “ways”, khái niệm này thật sự mang tính phổ quát trong mọi nơi, mọi thời điểm. Khái niệm triết học “thiên nhiên” (“nature”) hay “bản chất” (“natures”) như một cách để hiểu khái niệm “archai” (nguyên tắc căn bản của sự hiểu biết) mang đến 1 sự căng thẳng bất thường giữa một bên là Lý trí, một bên là Đức tin và luật lệ truyền thống.
Mặc dù có 1 lịch sử đầy biến cố về những cuộc tranh luận liên quan đến Lý trí và Đức tin trong Đạo Hồi, Thiên Chúa giáo, Đạo Do Thái, nhưng việc tìm kiếm Lý trí đôi khi được cho là ương ứng với sự rèn luyện của các tôn giáo khác của những nới khác, như là đạo Hindu, vì họ không giải nghĩa những giáo lý của họ theo cách quá rõ ràng này

## Lý trí trong những lĩnh vực nghiên cứu đặc biệt

### Lý trí trong triết học  chính trị và đạo đức
Aristotle đã mô tả Lý trí(Với ngôn ngữ) như 1 phần của bản tính con người (human nature). Điều này có nghĩa là điều tốt nhất cho con người là sống tuân thủ theo cộng đồng("politically"), tức là một tập thể người về mặt kích cỡ và một thành phố nhỏ về mặt thể loại(khái niệm “polis” tại Hy Lạp). Ví dụ:
Vì vậy, con người là 1 loài động vật cộng đồng – politikon (political) tức là polis và animal tức là zōion- hơn hẳn các loài ong hay các loài sống theo bầy đàn. Tự nhiên, như chúng ta nói, không làm gì thừa thải, và con người cũng chỉ là những con vật sở hữu 1 ngôn ngữ nói của Lý trí (Logos). Giọng nói, tất nhiên, phục vụ cho sự biểu lộ sự đau đớn hay thoải mái; đó là lý do tại sao nó cũng được tìm thấy trong các loài động vật khác, vì bản tính của các loài này cũng có thể nhận thức được sự đau đớn và sự hài lòng biểu lộ điều này với các con còn lại. Nhưng ngôn ngữ nói này(logos) phục vụ cho việc làm rõ hơn những gì có lợi, những gì có hại, những gì hợp lý, những gì là không hợp lý. Vì nó là 1 nét đặc biệt của con người, khác với những loài động vật khác, nó có thể nhận thức điều xấu và điều tốt, vô lý và hợp lý, và những điều tương tự; 1 nhóm người với những nhận thức này cùng chung sống tạo nên một mái nhà chung hay 1 thành phố(polis). […]. Và như 1 điều hiển nhiên, vì vậy, 1 nỗ lực xây dựng cộng đồng này tồn tại trong mỗi người. Nhưng người đầu tiên thiết lập cộng đồng chịu trách nhiệm về những điều tốt lành nhất. Con người là loài vật tối cao trong các loài vật khi được hoàn thiện, vì vậy cũng chính con người là loài tồi tệ nhất xa rời với Luật pháp và Công lý. Lý do là bất công là điều khó giải quyết nhất khi con người được trang bị những vũ khí cho mình và những vũ khí mà con người có do Tự nhiên sắp đặt đi chung với sự thận trọng và đức hạnh, nhưng nó không thể sử dụng trong những cách trái ngược. Hậu quả là, Nếu mà con người thiếu đạo đức, con người sẽ là loài xấu xa và man rợ nhất, và khi nó hướng đến tình dục và thức ăn, những điều tồi tệ nhất. Nhưng công bằng là một cái gì đó mang tính chất chính trị(ở các thành phố), vì điều đúng là 1 sự chuẩn bị của 1 chính phủ, và điều đúng là sự hiểu những gì là công bằng(Chính trị của Aristotle 1253a 1.2. Bản dịch của Peter Simpson, những thuật ngữ Hy Lạp được chèn trong dấu ngoặc đơn.
Khái niệm bản chất tự nhiên của con người được gắn chặt trong cách này, được ngụ ý, theo một cách khác, rằng chúng ta có thể giải thích loại hình cộng đồng nào là luôn tốt nhất cho con người. Tranh luận này vẫn được duy trì như 1 tranh luận trung tâm trong tất cả lĩnh vực chính trị, đạo đức, tư tưởng đạo đức kể từ đó, và càng trở nên đặc biệt gây tranh cãi từ 2 sự kiện, đầu tiên, bài đàm luận thứ hai của Rosseau(Rousseau's Second Discourse), và thứ 2, học thuyết tiến hóa(Theory of Evolution) xuất hiện. Từ thời Aristotle đã có những nhận định rằng thành phố(polis) không luôn luôn tồn tại và cần được tạo ra  hay phát triển bởi chính con người, những ngôi nhà chung xuất hiện trước, rồi đến những ngôi làng thành phố chỉ là sự mở rộng của những cái có trước, và những thành phố đầu tiên hoạt động như thể người dân vẫn là những gia đình và các ông Vua đóng vai trò như những người Cha.
Tình bạn(friendship)[ philia] là rất bình thường trong cả giới nam và giới nữ dựa theo luật của Tự nhiên [kata phusin]; Vì con người có sự gắn kết[sunduastikon] tự nhiên[tēi phusei] nhiều hơn là sự gắn kết cộng đồng (political) [politikon = of the polis], cũng như gia đình(household) [oikos] là có trước và cần thiết hơn so với thành phố[polis] và trẻ con thì giống với các loài động vật. Trong những loài động vật khác, cộng đồng(community)[ koinōnia] sẽ không phát triển xa hơn điều này, nhưng con người sống bên nhau[sumoikousin] không chỉ vì nó quan trọng đối với trẻ con mà còn vì những điều khác phục vụ cuốc sống; Vì từ những khởi đầu công việc đã được phân chia và sự khác biệt giữa nam và nữ nên họ bổ sung cho nhau, đặt lợi ích riêng vào trong lợi ích chung [eis to koinon]. Vì những lý do này mà cà lợi ích[chrēsimon] và niềm vui[hēdu] được tìm thất trong mối quan hệ bạn bè(Nicomachean Ethics, VIII.12.1162a.(Bản dịch chữ thô với những thuật ngữ Hy Lạp được đạt trong dấu ngoặc vuông)
Rosseau trong bài Đàm luận thứ 2 (Second Discourse) đã đưa ra 1 tuyên bố gây sốc cuối cùng rằng những văn bản truyền thống có những thứ hoàn toàn ngược lại: Với Lý trí, ngôn ngữ, những cộng đồng được tổ chức một cách hợp lý đã có sự phát triển hoàn toàn trong 1 quãng thời gian dài cũng như 1 kết quả của thực tế là một số thói quen của sự hợp tác được tạo ra để giải quyết một số vấn đề nhất định, và là mỗi lần sự hợp tác này trở nên quan trọng hơn, nó buộc con người phát triển dần những sự hợp tác phức tạp – thường là để bảo vệ bản thân họ từ những người khác.
Trong những phát biểu khác, theo Rosseau, Lý trí, ngôn ngữ và cộng đồng tốt không phát triển vì bất kì quyết định có ý thức nào hay 1 kế hoạch của con người cũng như Chúa trời, cũng không phát triển vì những bản chất tự nhiên tồn tại trong con người. Vì vậy, ông tuyên bố, chung sống trong 1 cộng đồng có tổ chức như cộng đồng người hiện đại là 1 sự phát triển với nhiều yếu tố tiêu cực khi yếu tố này được so sánh với nguồn gốc của loài người là loài khỉ. Nếu có bất cứ điều gì là đặc biệt của con người trong học thuyết này, thì nó là sự linh hoạt và khả năng thích ứng của con người. Những điểm đặc biệt trong tính cách con người dưới góc nhìn nguồn gốc động vật của con người, sau này, được ủng hộ bởi Thuyết tiến hóa(Theory of Evolution) của Darwin.
Mặc dù vậy, 2 lý thuyết đối lập về nguồn gốc của Lý trí có giá trị đối với chính trị và đạo đức vì, theo học thuyết của Aristotle, Sống tập thể-một cách sống tốt nhất- tồn tại độc lập với hoàn cảnh Lịch sử. Theo Rosseau, chúng ta thậm chí nên nghi ngờ Lý trí, ngôn ngữ và chính trị là những cái tốt đẹp, như  1 sự đối lập với những lựa chọn đơn giản tốt nhất được gửi đến những sự phát triển nên làm hướng đến ngày hôm nay. Học thuyết của Rosseau, cho rằng bản tính con người là mềm dẻo hơn là cứng nhắc, luôn được sử dụng để ngụ ý, ví dụ với Karl Marx, rằng có 1 khả năng sống tập thể tốt hơn lối sống tập thể truyền thống đã được biết.
Tuy nhiên, khi mà những ảnh hưởng ban đầu của Rousseau thúc đẩy những cuộc cách mạng đẫm máu chống lại nền chính trị truyền thống, bao gồm Cách mạng Pháp và Cách mạng Nga, thì những kết luận của ông về những cộng đồng tốt nhất dường như lại quá truyền thống, trong những thành phố như Geneva, và 1 cuộc sống tại nông thôn

### Tâm Lý học
Những nghiên cứu mang tính khoa học về Lý trí được thực hiện trong Tâm lý học và khoa học nhận thức. Các nhà Tâm lý học  nỗ lực để khám phá liệu có hay không  khả năng suy nghĩ hợp lý trong những hoàn cảnh khác nhau
Việc đánh giá một người có thể lý luận tốt như thế nào là 1 chủ đề của việc xác định mức độ hợp lý của 1 người hay mức độ hợp lý trong hành động của người đó. Nó là 1 câu hỏi nghiên cứu chính trong tâm lý học Lý trí. Khả năng lý luận thường được chia thành Khả năng lý luận lý thuyết và khả năng lý luận thực hành một cách cân bằng với nhau.

#### Khảo sát cách ứng xừ trên Lý trí của con người
Các nhà tâm lý học về nhận thức thực nghiệm thực hiện nghiên cứu trên ứng xử Lý trí. Những khảo sát này có thể tập trung, ví dụ, vào việc con người thể hiện như thế nào thông qua những bài test về Lý luận như bài test IQ và và bài kiểm tra trí thông minh, hay thông qua bài kiểm tra về suy nghĩ lý luận của con người đúng với Logic học ở mức độ nào(xem, ví dụ, bài test của wason). Những cuộc khảo sát làm như thế nào thực hiện những suy luận từ những điều kiện, ví dụ, nếu A thì B và làm như thế nào họ thực hiện những suy luận về những lựa chọn, ví dụ, A hay 1 phương án B khác. Họ kiểm tra cách nhận thức của chúng ta về mối quan hệ không gian và quan hệ thời gian, ví dụ, A nằm bên trái của B, hay A diễn ra sau B, và về sự khăng định số lượng, ví dụ, Tất cả A là B. Những khảo sát kiểm tra làm như thế nào con người thực hiện những suy luận về những tình huống thực tế, những khả năng giả định, mức độ, khả năng đặt những giả thiết ngược với thực tế (counterfactual situations)

#### Những nghiên cứu mới về Lý trí của trẻ em
Những nhà tâm lý học ngày nay kiểm tra sự phát triển của Lý trí trẻ em từ lúc sinh cho tới tuổi trưởng thành. Học thuyết về sự phát triển nhận thức của Piaget là học thuyết đầu tiên về sự phát triển của Lý tri. Sau đó, nhiều học thuyết thay thế khác được đề cập, các học thuyết này cũng gồm học thuyết về sự phát triển nhận thức của phái Tân Piaget.

#### Khoa học thần kinh của Lý trí
Các chức năng sinh học của não bộ được nghiên cứu bởi các nhà thần kinh học(neurophysiologists) và các nhà tâm thần học(neuropsychologists). Những nghiên cứu trong lĩnh vực này bao gồm nghiên cứu về cấu trúc và chức năng của một bộ não hoạt động bình thường và một bộ não bị hư hỏng hay nói cách khác là một bộ não không bình thường. Ngoài ra, nó còn thực hiện nghiên cứu Lý trí, một vài nhà tâm lý học, ví dụ, nhà tâm lý học lâm sàng và nhà tâm lý học trị liệu làm việc đề thay đổi thói quen suy luận khi việc suy luận này là vô ích.

### Khoa học máy tính
Trong lĩnh vực khoa học máy tính và trí tuệ nhân tạo, các nhà nghiên cứu sử dụng cách suy luận tự động (automated reasoning) cho những ứng dụng đa dạng gồm ứng dụng tự động chứng minh mệnh đề toán học(automated theorem proving), ngữ nghĩa chính thức về ngôn ngữ lập trình(formal semantics of programming languages) và đặc điểm kỹ thuật chính thức trong công nghệ phần mềm(formal specification in software engineering).

#### Siêu lý luận
Siêu lý luận(meta-reasoning) là Lý luận về Lý trí. Trong khoa học máy tính, một hệ thống thực hiện siêu Lý luận khi nó lý luận về hoạt động của chính nó. Điều này yêu cầu 1 chức năng của ngôn ngữ lập trình về sự phản ánh(a programming language capable of reflection), một khả năng phát hiện và điều chỉnh cấu trúc va cách hoạt động của chính nó.

### Sự phát triển của Lý trí
Một giống loài có thể có nhiều lợi ích to lớn từ một khả năng suy luận tốt hơn trong việc dự đoán và hiểu về thế giới. Nhà xã hội học và khoa học nhận thức Dan Sperber, cùng với cộng sự của ông Hugo mô tả 1 ý tưởng rằng có thể đã có những nguồn sức mạnh to lớn điều khiển sự phát triển của Lý trí. Sperber chỉ ra rằng Lý trí của con người rất khó sừ dụng để đưa vào hành động một cách hiệu quả, và rằng rất khó cho mỗi cá nhân nghi ngờ niềm tin của chính họ. Lý trí thật sự hiệu quả nhất khi nó được sử dụng trong 1 tập thể và sự thành công của việc nghiên cứu khoa học là 1 bằng chứng cho điều đó. Sperber nói điều này có thể đề cập rằng không chỉ cá nhân mà sự chọn lọc nhóm(group selection) cũng ảnh hưởng đến việc gây áp lực. Bất kì nhom nào được tổ chức một cách cẩn thận để sử dụng Lý trí có hiệu quả sẽ có được nhiều lợi ích cho tất cả thành viên trong nhóm, điều đó tăng sự phù hợp(fitness) của nhóm. Điều này cũng có thể giúp giải thích tại sao con người, theo Sperber, không thể sử dụng Lý trí một cách hiệu quả nhất một cách đơn độc. Patricia Cohen, viết cho tờ New York Times, tóm tắt một vài suy nghĩ của Mercier trên “Lý thuyết Lý Luận”("Argumentative Theory") này(cái mà Lý trí được điều chỉnh cho phù hợp với sự thuyết phục). Đối với Cohen, Cohen cho rằng con người suy nghĩ như những luật sư: họ trung thành với một bên và trao đổi cho đến khi chân lý được tìm ra.